# Mestres do Ilusionismo
Mestres do Ilusionismo foi um especial de final de ano e foi exibido na Record originalmente em 13 de dezembro de 2007, comandado pela apresentadora Eliana. Ganhou uma segunda edição em 15 de dezembro de 2008 e uma terceira em 7 de dezembro de 2009, esta última sob a apresentação da cantora Kelly Key. O programa mostrou números de ilusionismo feito por grandes profissionais internacionais da área.

## História
Originalmente apresentado por Eliana, o programa trouxa uma entrevista exclusiva com Mister M, que mostrou também alguns truques desvendados exclusivamente para o especial. O espanhol Lipan Jr. e os brasileiros The Oriental Magic Show, Maicon Clenk e Mário Kamia também realizaram diversos números de ilusionismo. O estadunidense Criss Angel e o brasileiro Issao Imamura participariam do programa, porém acabaram desmarcando dias antes, sendo substituídos por Edson Iwassaki.
|                                             |  |  |
| Eliana e Kelly Key apresentaram o programa. |  |  |

Em 2008, o especial ganhou uma segunda edição com a apresentadora, trazendo números de ilusionismo dos três mais renomados profissionais da área, Mister M, Criss Angel e David Blaine.  Criss Angel apresentou um ilusionismo inédito no Brasil onde escapava de um caixão trancado antes de cair em uma ceifadeira. Blaine esteve pendurado por 60 horas seguidas em um número de resistência. Por fim Mister M desvendou alguns números. Foi exibido na faixa das 23h30, após a telenovela Chamas da Vida. 
Em 2009, a apresentação do especial passou para o comando da cantora Kelly Key.  A edição trouxe como convidados os ilusionistas Mister M, Criss Angel, Margô e Michael Grandinetti, sendo exibido em 7 de dezembro na faixa das 23h30, após a telenovela Poder Paralelo. Os números de ilusionismo foram reexibidos em diversas partes no ano seguinte no programa Tudo é Possível de Ana Hickmann. Esta foi a última edição do especial, não fazendo mais parte da grade de programação de final de ano da emissora.

## Audiência
A edição de 2007 foi líder de audiência no horário, marcando 14 pontos com picos de 20. Em 2008 o programa ficou em segundo lugar, tendo uma média de 10 pontos com picos de 13.

## Ilusionistas
2007
- Mister M
- Lipan Jr.
- The Oriental Magic Show
- Mário Kamia
- Maicon Clenk
- Edson Iwassaki

2008
- Mister M
- Criss Angel
- David Blaine

2009
- Mister M
- Criss Angel
- Margô
- Michael Grandinetti

## Apresentadores
- Eliana (2007–08)
- Kelly Key (2009)